# Enigmacanthus filamentosus
Enigmacanthus filamentosus is een straalvinnige vissensoort uit de familie van vijlvissen (Monacanthidae). De wetenschappelijke naam van de soort is voor het eerst geldig gepubliceerd in 2002 door Hutchins.